# 王異
| 姓名         | 王異                                                      |
| 時代         | 後漢                                                      |
| 生没年       | 不詳                                                      |
| 別名         | 『資治通鑑』、『三国志集解』注：士異 『三国志演義』：王氏 |
| 陣営・所属等 | 曹操、韋康                                                |
| 家族         | 夫：趙昂 子：趙月 娘：趙英                                |

王 異（おう い、生没年不詳）は、中国後漢時代末期の人物。趙昂の妻。名前は士異とも。涼州漢陽郡の人。子は趙月（嫡子とも）・趙英（娘）。『三国志』上で戦闘に加わった女性人物の一人。

## 経歴

### 涼州の貞婦
趙昂が羌道県令になった時、王異は西県に住んでいた。この時、同郡の梁双が反乱を起こして西県を攻め落とし、趙昂の男子二人を殺した。王異は梁双に乱暴を働かれる前に自刃しようとしたが、娘（当時六歳）を見て思い留まった。さらに「私がお前を見捨て死んだなら、お前は誰を頼りにすればよいのでしょう。西施も不潔な服を着れば人が鼻をつまむという。ましてや私は西施ではないのですから」と言って汚物を塗りつけた麻をまとい、物を食べずに痩せ細って醜く見せた。後に梁双が郡の長官と和解したため、捕虜となっていた王異は解放された。趙昂の出した迎えが来たため、娘と共に夫の任地へ向かった。
王異は、その道中で娘に対し「婦人は正式な使者がなければ、死が迫っても部屋から出てはなりません。それゆえ昭姜（貞姜）は溺死し、伯姫は焼け死にました。彼女たちの伝記を読む度、その貞節を立派に思ったものです。しかし、今の私は騒乱に遭いながら死ぬことができなかったのです。今更姑たちに顔を合わせられるでしょうか。私が恥を偲んで生き永らえたのは、ただお前が心配だったからです。父のいる宿舎はもうすぐです。私はお前と別れる事にしましょう」と言った。
娘と別れた後、王異は自害しようとして毒を飲み、気絶した。しかしその時、丁度その界隈に解毒剤があり、口をこじ開けて薬を飲ませられたため、一命を取りとめた。

### 冀城の戦い
建安年間（196～220）中頃、趙昂は参軍事に就任したため家族を連れて冀県に移住した。
建安18年（213年）に馬超が冀城を襲うと、王異は自ら弓籠手を身に着け応戦した。また自分の装飾品や高価な衣服を外し兵に褒美として与え、士気を高めた。8カ月に及ぶ馬超の猛攻により城中は飢えに苦しんだため、刺史の韋康は馬超に和議を求めた。その決断には、長安にいる夏侯淵の救援が望めないという事があった。趙昂や楊阜が韋康の降伏に反対したものの聞き入れられなかったため、趙昂は帰宅して妻にその事を語った。すると王異は「君主には己を諌める臣下がおり、臣下は非常時に専断が認められています。救援が近くまで来ていないとは言い切れません。兵を鼓舞して戦い続け、節義を全うしてから死にましょう。降伏はいけません」と言った。
この言葉で降伏を考え直した趙昂は、韋康を引き止めようと再び戻ったが、既に韋康が馬超に降伏した後だった。

### 影の功労者
馬超は韋康の降伏を受け入れた後、約束を破り韋康を殺した。同時に趙昂の嫡子を人質として差し出させた。馬超は、趙昂を自分のために使いたいと思っていたが、信頼できずにいた。折りしも、馬超の妻の楊氏が王異の評判を聞き知っていたため、王異を宴に招いた。王異は馬超からの信用を得たいと思い、楊氏に対し「昔、管仲は斉に行き功績を立てたため桓公は覇者となり、由余を引き入れたことで秦の穆公も覇者になりました。今は国が安定し始めたばかりで、このまま治まるか否かは優秀な人材を得ることで決まります。涼州の士馬こそ、中原の国と争うことができるのです。そのことを十分にお考え下さい」と言った。楊氏はこの言に深く感じ入り、王異との交流をさらに深めたため、馬超が趙昂を信用することに繋がった。王異が上手く立ち回ったお蔭で、趙昂や楊阜らは策を成功させる事ができた。

### 再び籠城戦
趙昂は姜叙たちと馬超を討つ計画を立てた後、王異に「我々の計画はこの通りだが、人質の趙月をどうしようか」と訊ねた。
王異は「忠義を立てて君父の恥辱をそそぐためなら、自分の首を失ったとしても大したことではありません。まして一人の息子がなんだと言うのです。そもそも項橐や顔回は百歳まで生きたでしょうか。義を尊ぶだけです」と述べた。趙昂はこの言で自らの考えに確信を持ち、尹奉らとともに馬超を冀城から閉め出した。行き場を失った馬超は漢中に逃げた。
後に、張魯の助けを得た馬超が攻め上がってきたが、王異は夫とともに祁山へ立て籠もり戦った。三十日が経過すると救援の張郃が到着し包囲が解けたため、馬超は人質だった趙月を殺すことになった。
冀城が襲われてから祁山を守備することになるまで、王異は趙昂の九つの奇計実行を補佐し、その勝利に貢献した。

## 三国志演義
小説『三国志演義』では諱は省略されて単に王氏と呼ばれ、演義第六十四回に登場する。正史にある策謀家振りは一切窺えない。
子が馬超の副将とされてしまい、夫がその子の身を案じた時、王氏は怒り「主君や父の大恥をそそぐためならば、自分の命など惜しくはありません。まして一人の子が何だというです。あなたが子を気にかけて決断できないとおっしゃるのなら、私が先に死にましょう」と言っている。
覚悟を決めた夫は楊阜らと共謀して挙兵し、尹奉とともに祁山に陣を構えることになる。王氏は自身が帯びている高価な装飾品を持って祁山に赴き、陣中の兵士を慰労している。趙昂らが反乱を起こしたと聞いた馬超は趙月を殺し、さらに歴城を攻めて姜叙の母の他、尹奉・趙昂の家族全員を殺すという行動に出る。しかし、上述のように王氏は夫に従軍していたため、難を逃れたことになっている。

## 参考資料
- 『三国志』巻25「辛毗楊阜高堂隆伝」裴松之注が引く皇甫謐『列女伝』
- 『三国志演義』